# Z 3700
Les Z 3700 constituent une série de vingt automotrices électriques commandées en 1936 par le réseau de l'État (de Z 23701 à Z 23720) et construites par Carel Fouché à Aubevoye (Eure).
Elles sont mises en service en France à partir du 22 mai 1937 par le réseau de l'État à l'occasion de l'électrification de la ligne Paris-Montparnasse – Le Mans durant les années 1930. Elles sont intégrées aux effectifs de la Société nationale des chemins de fer français (SNCF) à sa création puis renumérotées en 1950 dans la série Z 3701 à Z 3720.

## Genèse de la série et caractéristiques techniques
L'électrification de la ligne ferroviaire de Paris-Montparnasse au Mans est achevée le 10 juin 1937. Pour l'occasion les chemins de fer de l'État veulent donner une image de modernisme à l'ensemble de leurs services, tant pour les relations grandes lignes que pour la banlieue. En matière d'automotrices, les études portent d'une part sur les automotrices de ramassage (futures Z 3800) et d'autre part sur la mise au point d'engins légers, puissants et confortables. Le rôle de ces derniers est d'assurer un service omnibus ou express sans entraver le trafic des trains rapides sur une ligne qui ne comporte que deux voies sur une grande partie de son parcours.

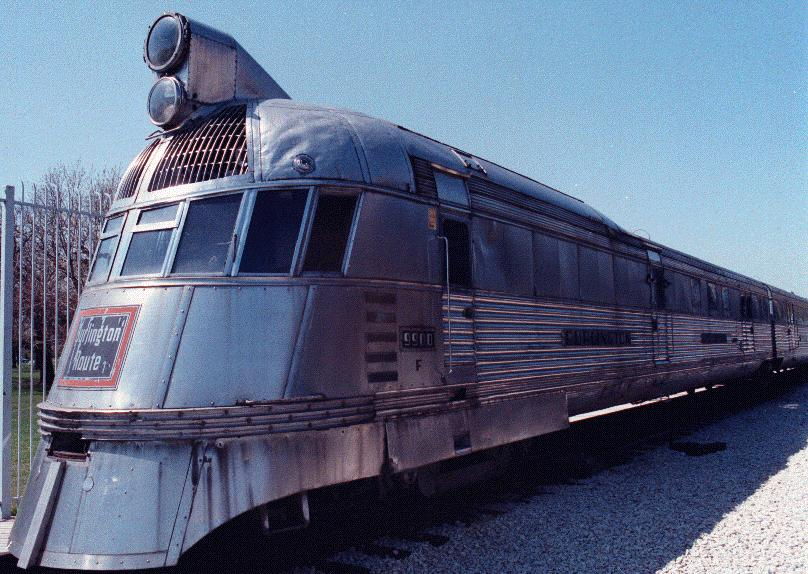
Pioneer Zephyr, une production Budd en 1934 aux États-Unis.

La légèreté des rames est permise par le recours à l'acier inoxydable dans la structure des caisses (brevet Budd détenu en France par Carel et Fouché), une première pour une compagnie ferroviaire française. Il est ainsi possible de se dispenser d'un bogie pour une rame de deux caisses, et la Z 23700 se présente sous la forme d'un élément bicaisse indéformable sur trois bogies, le bogie médian étant situé au niveau de l'articulation entre les deux caisses.
La puissance de l'automotrice et ses performances techniques sont assurées par l'adhérence totale : chacun des six essieux de l'élément est moteur ; cette disposition facilite en outre la modification des couplages des moteurs à l'accélération. Le recours à un système de commande Jeumont-Heidmann participe également à une montée rapide en vitesse.
Le confort des passagers est nettement amélioré avec l'introduction de la climatisation, un éclairage efficace des salles voyageurs et l'installation de toilettes, une première sur un matériel de banlieue. Les portes d'accès à la rame sont dotées de marchepieds escamotables commandés depuis le poste de conduite, pour permettre la desserte de gares dont la hauteur des quais est différente.

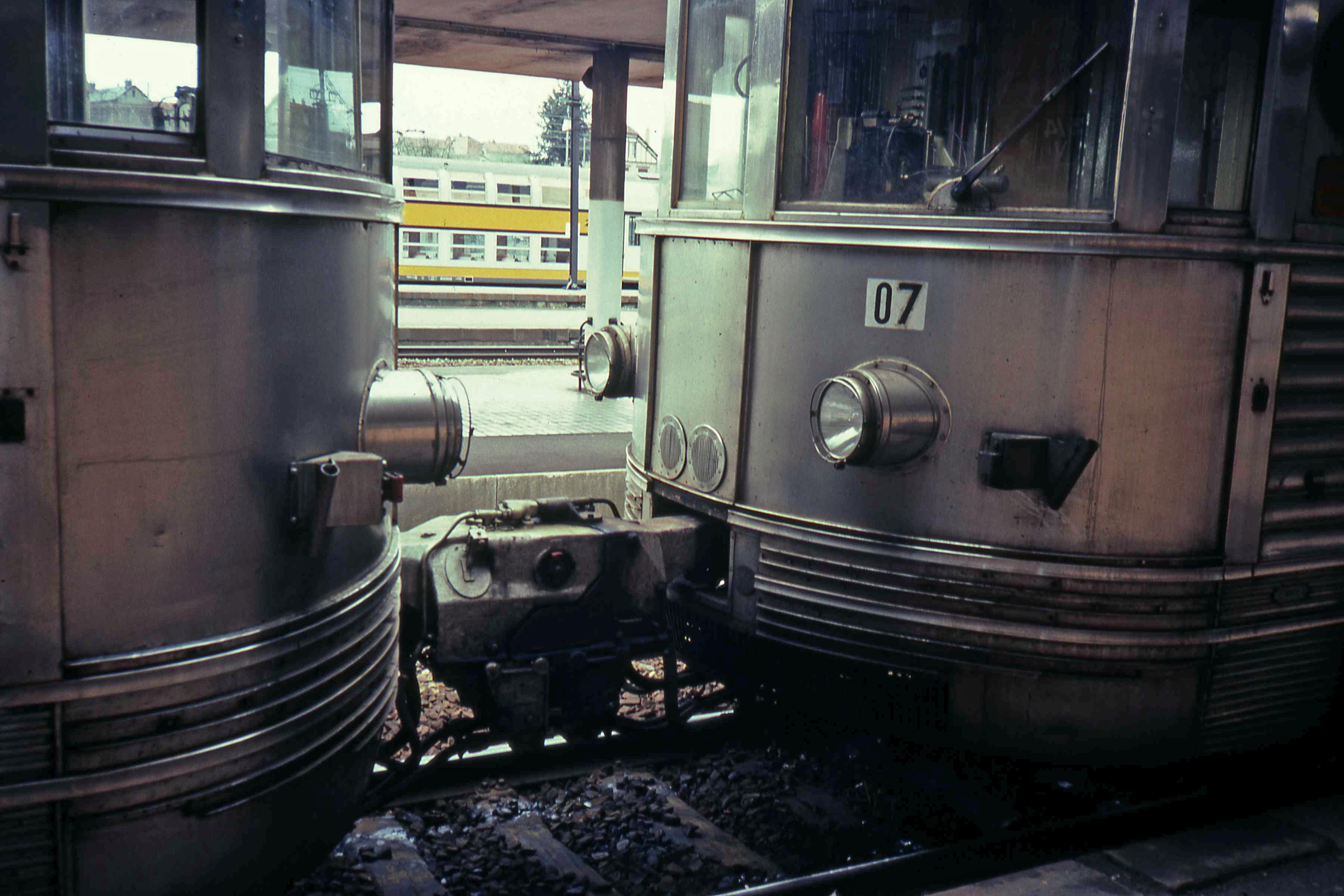
Vue rapprochée de l'attelage de deux Z 3700 (coupleurs Boirault).

La masse à vide en ordre de marche d'un élément double est de 78 tonnes, alors qu'elle est de 65 tonnes pour une Z 4100 monocaisse du PO. Les rames Budd ne possèdent pas de dispositif de tamponnement, mais elles sont couplables par l'intermédiaire de coupleurs intégraux Boirault. Ces engins sont, entre autres, caractérisés par leurs deux feux frontaux superposés, comme sur les autres matériels électriques du réseau Ouest. Cette disposition persiste jusqu'en 1966 ; l'éclairage unifié avec deux fanaux remplace alors le précédent.
Les Z 5100, Z 5300, Z 6100 et Z 6300 mais aussi les RIB et les RIO, mettant en œuvre la même technologie de caisses en inox, sont considérées comme des descendants directs des Z 3700.
Bien qu'elle soit globalement très réussie, la série des Z 3700 présente certains défauts. Le freinage est peu performant, avec des risques d'enrayage. Les marchepieds escamotables ont tendance à se bloquer par temps de gel. Par temps de neige poudreuse, les automotrices sont limitées à Montparnasse-Versailles pour préserver les appareillages électriques placés sous la caisse.La structure (deux caisses sur trois bogies) complique les manœuvres et la maintenance. L'absence d'organes de tamponnement interdit de compléter la composition avec des voitures du parc. Le nombre d'automotrices de la série se révèle insuffisant pour faire face à un trafic en forte expansion, obligeant à insérer dans les dessertes d'autres matériels moins performants et confortables.

## Carrière

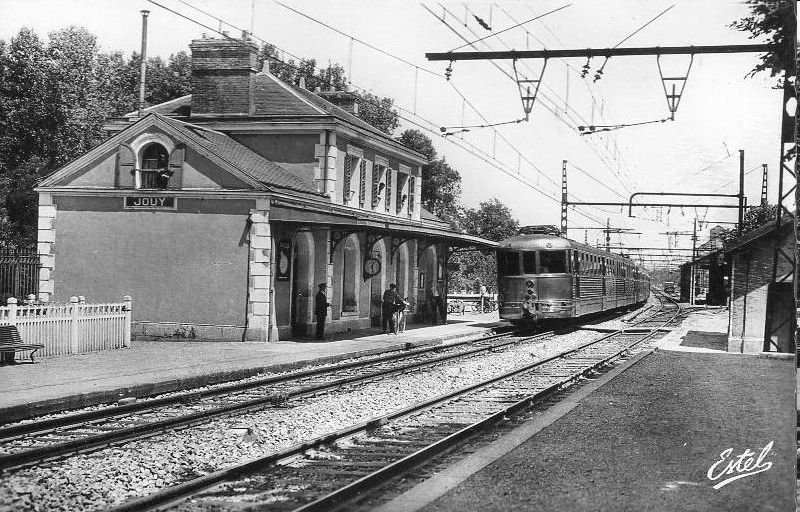
Une automotrice en gare de Jouy.

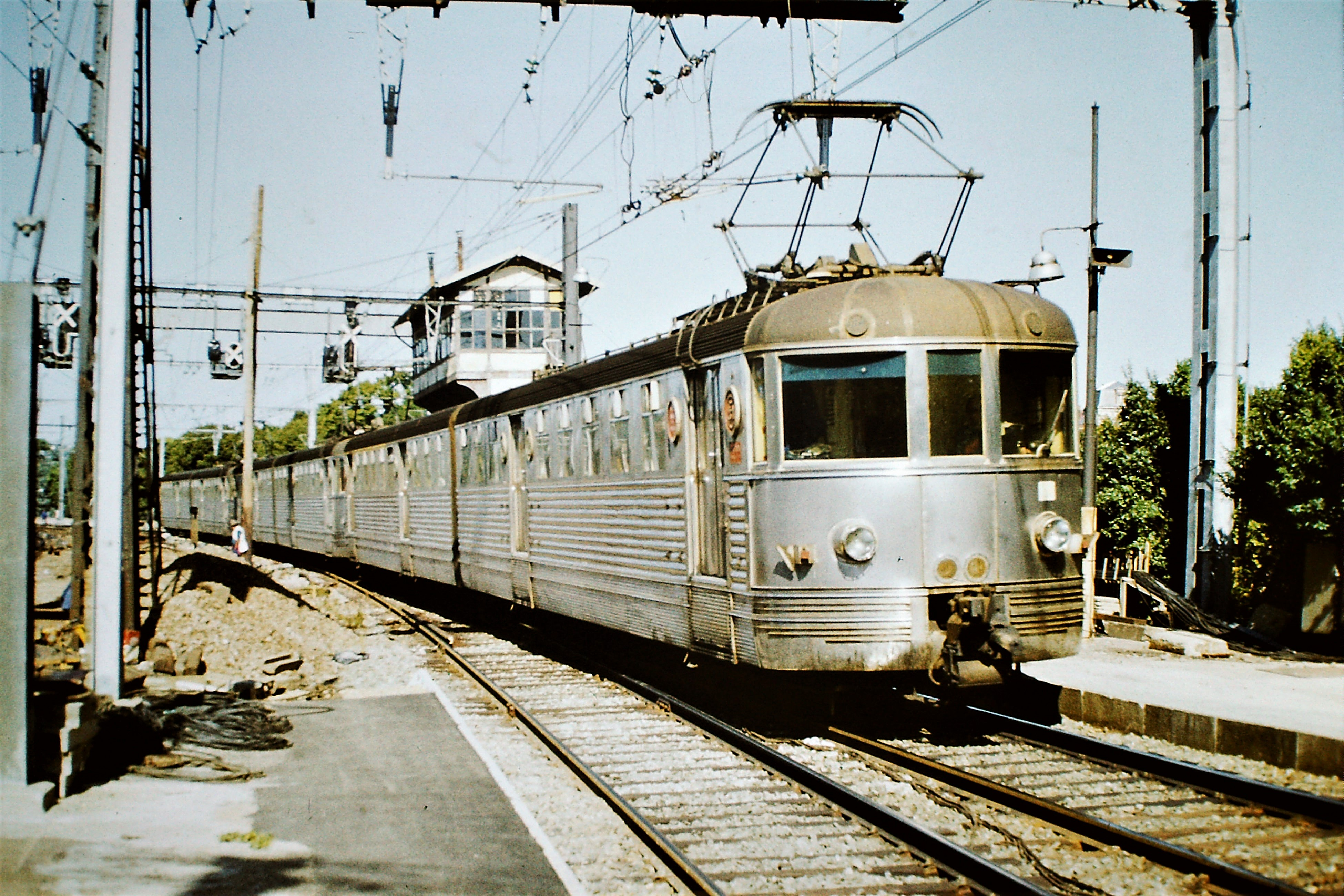
Unité triple de Z 3700.

Au fur et à mesure de leur livraison, intervenant entre novembre 1937 et octobre 1938, les Z 23700 sont affectées au dépôt de Montrouge. Elles assurent alors, prioritairement, un service omnibus sur Paris-Versailles et Paris-Sèvres et, plus épisodiquement, sur Paris-Rambouillet et Paris-Chartres ; elles conservent les mêmes attributions jusqu'à la fin des années 1960, mais vont parfois jusqu'au Mans.
À partir de 1969, elles sont engagées sur le tronçon sud de la ligne de la grande ceinture de Paris entre Versailles-Chantiers et Juvisy et, à partir de 1975, sur Chartres-Le Mans. Dans les deux cas, il s'agit de remplacer des matériels plus anciens. Elles abandonnent la banlieue de Montparnasse en 1979 et, à compter de ce moment, leurs prestations deviennent plus épisodiques car elles sont remplacées par des rames tractées (RIB, RIO ou VB 2N).
Exception faite des Z 3702 et 7320, radiées prématurément à la suite d'incendies en 1973 et 1976, les Z 3700 abandonnent tout service commercial en 1983,. Les Z 3706, Z 3713 et Z 3717 restent en service sous forme de navettes, à Montrouge, jusqu'en 1985 et la Z 7311, placée en utilisation spéciale, participe à des campagnes d'essais et de mesure sur la section de ligne de Dourdan à Brétigny. La Z 3713 est rachetée par son constructeur Carel et Fouché le 31 mai 1984, exposée à l'entrée des locaux de la société comme trophée, puis cédée à l'association Club ferroviaire d'Elbeuf. Celle-ci ayant été dissoute, la rame est mise à la ferraille en 1998.

## Rame préservée
La Z 3714 est préservée à la cité du train à Mulhouse après avoir été restaurée (remise en place du phare cyclope à l'avant). Garée à l'extérieur, elle fut vandalisée et se trouve en piteux état en 2017. Elle serait à nouveau garée à l'abri en attente de restauration. Avec 3 982 984 km au compteur, cette rame est celle qui a parcouru le plus de kilomètres.

## Modélisme
Les Z 3700 sont reproduites à l'échelle HO par l'artisan ApocopA sous forme de transkit (caisse en résine à monter sur un châssis de son choix). En 2016, les Éditions Atlas proposent une reproduction non motorisée dans le cadre de la collection par VPC Automotrices des réseaux français.